# رجب البرسي
الشيخ رضي الدين رجب بن محمد بن رجب البرسي الحلي (ت. 813 هـ). هو رجل دين وفقيه ومحدِّث وشاعر شيعي عراقي من أهل الحلَّة، ويُسبق اسمه حين يُذكر في أغلب الأحيان بكلمة الحافظ فيُقال له الحافظ البرسي.

## النقد
- ردَّ عبد الحسين الأميني المعروف بالعلَّامة الأميني على اتَّهام البرسي بالغلو، فقال عند ذكره له في كتابه الغدير: «له في ولاء أئمة الدين عليهم السلام آراء ونظريات لا يرتضيها لفيف من الناس، ولذلك رموه بالغلو والارتفاع، غير إن الحق أن جميع ما يثبته المترجم لهم عليهم السلام من الشؤون هي دون مرتبة الغلو غير درجة النبوة».[2]

## مؤلفاته
أفرد محسن الأمين قائمة بمؤلَّفات البرسي في ترجمته له في أعيان الشيعة، وذكرها الطهراني في مواضع متفرِّقة من الذريعة، ومن مؤلَّفاته:
| - مشارق أنوار اليقين في حقائق أسرار أمير المؤمنين. هو أشهر مؤلَّفات البرسي، وهو محل بحث ونظر عند الشيعة حيث يدّعي البعض اشتماله على الغلو في حق علي بن أبي طالب، وذُكر أنَّ الكتاب قد تعرَّض للتحريف والدسّ والتلاعب بمحتواه. - مشارق الأمان ولباب حقائق الإيمان. - الدر الثمين. اسم الكتاب كاملاً هو الدر الثمين في خمسمائة آية نزلت من كلام رب العالمين في فضائل مولانا أمير المؤمنين باتفاق أكثر المفسرين من أهل الدين. - رسالة في الصلوات على الرسول والأئمة. | - أسرار النبي وفاطمة والأئمة. - تفسير سورة الإخلاص. - كيفية التوحيد والصلوات على الرسول والأئمة. - مولد النبي وفاطمة وأمير المؤمنين وفضائلهم. - فضائل علي.ذكره الطهراني بعنوان فضائل أمير المؤمنين. - الألفين في وصف سادة الكونين. - لوامع أنوار التمجيد وجوامع أسراره في التوحيد. |

## الهوامش
- 1 - سنة 813 هـ هي السنة التقريبية لتأريخ وفاته؛ ولم يؤرخ تاريخ وفاته بدقَّة، وقد ذكر صاحب الأعيان في ترجمته له: «كان حياً سنة 813 وتوفي قريباً من هذا التاريخ».[1]
- 2 - ترجم الحر العاملي للبرسي في كتابه أمل الآمل مثنياً عليه بما نصُّه: «كان فاضلاً مُحدّثاً شاعراً مُنشئاً أديباً».[4]